# Extraliga (damvolleyboll, Tjeckien)
Extraliga är den högsta serien i det tjeckiska seriesystemet i volleyboll och det som avgör vilket lag som blir tjeckiska mästare.

## Resultat per säsong
| Säsong                  | Podium           | Podium           | Podium           |
| Mästare                 | Tvåa             | Trea             |                  |
| ----------------------- | ---------------- | ---------------- | ---------------- |
| 1992-93 mer information | VK UP Olomouc    | -                | -                |
| 1993-94 mer information | VK UP Olomouc    | -                | -                |
| 1994-95 mer information | VK UP Olomouc    | -                | -                |
| 1995-96 mer information | VK UP Olomouc    | -                | -                |
| 1996-97 mer information | PVK Olymp Praha  | -                | -                |
| 1997-98 mer information | SK Frenštát      | -                | -                |
| 1998-99 mer information | PVK Olymp Praha  | -                | -                |
| 1999-00 mer information | SK Frenštát      | -                | -                |
| 2000-01 mer information | SK Frenštát      | -                | -                |
| 2001-02 mer information | VK Královo Pole  | -                | -                |
| 2002-03 mer information | VK Královo Pole  | PVK Olymp Praha  | VK UP Olomouc    |
| 2003-04 mer information | VK Královo Pole  | PVK Olymp Praha  | TJ Frýdek-Místek |
| 2004-05 mer information | PVK Olymp Praha  | TJ Frýdek-Místek | VK Královo Pole  |
| 2005-06 mer information | VK Královo Pole  | SK Slavia Praha  | PVK Olymp Praha  |
| 2006-07 mer information | VK Královo Pole  | PVK Olymp Praha  | SK Slavia Praha  |
| 2007-08 mer information | PVK Olymp Praha  | VK UP Olomouc    | VK Královo Pole  |
| 2008-09 mer information | VK Prostějov     | VK Královo Pole  | VK UP Olomouc    |
| 2009-10 mer information | VK Prostějov     | VK Královo Pole  | PVK Olymp Praha  |
| 2010-11 mer information | VK Prostějov     | VK UP Olomouc    | VK Královo Pole  |
| 2011-12 mer information | VK Prostějov     | PVK Olymp Praha  | VK UP Olomouc    |
| 2012-13 mer information | VK Prostějov     | PVK Olymp Praha  | VK UP Olomouc    |
| 2013-14 mer information | VK Prostějov     | PVK Olymp Praha  | VK UP Olomouc    |
| 2014-15 mer information | VK Prostějov     | PVK Olymp Praha  | TJ Frýdek-Místek |
| 2015-16 mer information | VK Prostějov     | VK UP Olomouc    | TJ Ostrava       |
| 2016-17 mer information | VK Prostějov     | VK UP Olomouc    | VK Královo Pole  |
| 2017-18 mer information | VK Prostějov     | VK UP Olomouc    | TJ Ostrava       |
| 2018-19 mer information | VK UP Olomouc    | VK Prostějov     | VK Dukla Liberec |
| 2019-20 mer information | Slutfördes inte  | Slutfördes inte  | Slutfördes inte  |
| 2020-21 mer information | VK Dukla Liberec | PVK Olymp Praha  | VK UP Olomouc    |

## Titlar per lag
| Lag              | Antal titlar | Vunna säsonger                                                                           |
| ---------------- | ------------ | ---------------------------------------------------------------------------------------- |
| VK Prostějov     | 10           | 2008-09, 2009-10, 2010-11, 2011-12, 2012-13, 2013-14, 2014-15, 2015-16, 2016-17, 2017-18 |
| VK UP Olomouc    | 5            | 1992-93, 1993-94, 1994-95, 1995-96, 2018-19                                              |
| VK Královo Pole  | 5            | 2001-02, 2002-03, 2003-04, 2005-06, 2006-07                                              |
| PVK Olymp Praha  | 4            | 1996-97, 1998-99, 2004-05, 2007-08                                                       |
| SK Frenštát      | 3            | 1997-98, 1999-00, 2000-01                                                                |
| VK Dukla Liberec | 1            | 2020-21                                                                                  |